# Associazione Calcio Hellas Verona 1987-1988
Questa voce raccoglie le informazioni riguardanti l'Associazione Calcio Hellas Verona nelle competizioni ufficiali della stagione 1987-1988.

## Stagione
Nella stagione 1987-1988 l'Hellas Verona ha partecipato - per la terza volta in 5 anni - alle competizioni continentali, scendendo in campo nella Coppa UEFA. Rinforzati dall'arrivo di Dario Bonetti gli scaligeri hanno eliminato il Pogon Stettino nel primo turno (1-1) e (3-1). La partita di ritorno è stata seguita dal (2-1) sulla Juventus in campionato, in cui Larsen (già autore di una doppietta in coppa) ha realizzato entrambe le reti. Nei sedicesimi della competizione europea è stato eliminato l'Utrecht. mentre negli ottavi è toccato allo Sportul Studentesc inchinarsi agli scaligeri.
Raggiungendo i quarti di finale, la formazione veneta ha colto il suo miglior risultato di sempre nelle coppe europee. In questo turno il suo cammino ha avuto termine, perdendo contro il Werder Brema col risultato complessivo di (1-2); la partita di ritorno a Brema, terminata (1-1), viene giocata senza Elkjær e Fontolan, squalificati rispettivamente per aver tirato una pallonata all'allenatore avversario Rehhagel (reo di aver provocato i giocatori gialloblù) e positività al Micoren (farmaco antidoping legale in Italia ma non all'estero). Il peso dell'eliminazione fa calare di rendimento la squadra in corsa per riqualificarsi in Coppa UEFA, tanto da piombare con soli due punti nelle ultime otto giornate dal quinto all'undicesimo posto a 25 punti, soltanto due in più del retrocesso Avellino.
Nella Coppa Italia la squadra di Osvaldo Bagnoli disputa, prima del campionato, il primo girone di qualificazione, lo vince con 11 punti insieme al Bologna, ma passa agli ottavi di finale per secondo, con una peggior differenza reti rispetto ai felsinei. Per questa stagione, solo nel girone di qualificazione, la vittoria vale 3 punti, se si pareggia, come è accaduto al Verona a Cesena (3-3) si tirano i calci di rigore, a chi vince spettano 2 punti, a chi perde 1 solo punto. A gennaio negli ottavi di finale, la squadra scaligera è stata eliminata nel doppio confronto dal Torino.

## Divise e sponsor

Marco Pacione (a sinistra) in azione con la terza divisa halved, mentre realizza il gol-partita (1-0) al portiere fiorentino Landucci nella gara di campionato del 24 gennaio 1988

Il fornitore di materiale diventa Hummel, ditta danese che all'epoca realizzava le divise anche alla propria nazionale, mentre viene mantenuto lo sponsor ufficiale, Ricoh. La terza divisa viene talvolta indossata con i pantaloni casalinghi.
| Casa | Trasferta | Terza divisa | Portiere |

## Rosa
| N. |                           | Ruolo | Calciatore         |
| -- | ------------------------- | ----- | ------------------ |
|    | Italia (bandiera)         | P     | Renato Copparoni   |
|    | Italia (bandiera)         | P     | Giuliano Giuliani  |
|    | Italia (bandiera)         | P     | Michele Zandonà    |
|    | Germania Ovest (bandiera) | D     | Thomas Berthold    |
|    | Italia (bandiera)         | D     | Dario Bonetti      |
|    | Italia (bandiera)         | D     | Claudio Ferrari    |
|    | Italia (bandiera)         | D     | Mauro Ferroni      |
|    | Italia (bandiera)         | D     | Silvano Fontolan   |
|    | Italia (bandiera)         | D     | Corrado Micheloni  |
|    | Italia (bandiera)         | D     | Stefano Pioli      |
|    | Italia (bandiera)         | D     | Roberto Soldà      |
|    | Italia (bandiera)         | D     | Roberto Vivarelli  |
|    | Italia (bandiera)         | D     | Giuseppe Volpecina |
|    | Italia (bandiera)         | C     | Luciano Bruni      |

| N. |                      | Ruolo | Calciatore                    |
| -- | -------------------- | ----- | ----------------------------- |
|    | Italia (bandiera)    | C     | Francesco Calamita            |
|    | Italia (bandiera)    | C     | Felice Centofanti             |
|    | Italia (bandiera)    | C     | Antonio Di Gennaro (capitano) |
|    | Italia (bandiera)    | C     | Roberto Galia                 |
|    | Italia (bandiera)    | C     | Giuseppe Iachini              |
|    | Italia (bandiera)    | C     | Luigi Sacchetti               |
|    | Italia (bandiera)    | C     | Antonio Terracciano           |
|    | Italia (bandiera)    | C     | Walter Ugolini                |
|    | Italia (bandiera)    | C     | Domenico Volpati              |
|    | Italia (bandiera)    | C     | Vinicio Verza                 |
|    | Danimarca (bandiera) | A     | Preben Elkjær Larsen          |
|    | Italia (bandiera)    | A     | Ferdinando Gasparini          |
|    | Italia (bandiera)    | A     | Marco Pacione                 |

## Calciomercato

### Sessione estiva
| Acquisti | Acquisti            | Acquisti              | Acquisti      |
| R.       | Nome                | da                    | Modalità      |
| -------- | ------------------- | --------------------- | ------------- |
| P        | Renato Copparoni    | Torino                | definitivo    |
| D        | Thomas Berthold     | Eintracht Francoforte | definitivo    |
| D        | Dario Bonetti       | Milan                 | definitivo    |
| D        | Stefano Pioli       | Juventus              | definitivo    |
| D        | Roberto Soldà       | Juventus              | definitivo    |
| D        | Giuseppe Volpecina  | Napoli                | definitivo    |
| C        | Giuseppe Iachini    | Ascoli                | definitivo    |
| C        | Luigi Sacchetti     | Brescia               | definitivo    |
| C        | Antonio Terracciano | Mantova               | fine prestito |

| Cessioni | Cessioni          | Cessioni       | Cessioni      |
| R.       | Nome              | a              | Modalità      |
| -------- | ----------------- | -------------- | ------------- |
| P        | Stefano Vavoli    | Massese        | definitivo    |
| D        | Luigi De Agostini | Juventus       | definitivo    |
| D        | Fabio Marangon    | Sambenedettese | prestito      |
| D        | Roberto Tricella  | Juventus       | definitivo    |
| C        | Mauro Roberto     | Sassuolo       | definitivo    |
| C        | Vittorino Zinelli | Ospitaletto    | definitivo    |
| A        | Paolo Rossi       |                | fine carriera |

## Risultati

### Serie A

#### Girone di andata
| Firenze 13 settembre 1987, ore 16:00 CEST 1ª giornata | Fiorentina       | 0 – 0 referto | Verona | Stadio Comunale (41 588 spett.)\| Arbitro: \| Paparesta (Bari) \| |
| Arbitro:                                              | Paparesta (Bari) |               |        |                                                                   |

| Arbitro: | Cornieti (Forlì) |

|                                                            |           |               |
| Bonetti 49’ Galia 71’ Elkjær Larsen 79’ (rig.) Pacione 89’ | Marcatori | 75’ Schachner |

| Arbitro: | Fabricatore (Roma) |

|                                           |           |                   |
| Briegel 13’ R. Mancini 63’ Vierchowod 84’ | Marcatori | 43’ Elkjær Larsen |

| Arbitro: | Bergamo (Livorno) |

|                               |           |          |
| Elkjær Larsen 38’ (rig.), 48’ | Marcatori | 67’ Brio |

| Arbitro: | D'Elia (Salerno) |

|           |           |                   |
| Scifo 83’ | Marcatori | 62’ Elkjær Larsen |

| Arbitro: | Lo Bello (Siracusa) |

|  |           |            |
|  | Marcatori | 41’ Virdis |

| Arbitro: | Pezzella (Frattamaggiore) |

|                     |           |                |
| W.J. Casagrande 22’ | Marcatori | 80’ Di Gennaro |

| Arbitro: | Cornieti (Forlì) |

|             |           |             |
| Cravero 78’ | Marcatori | 27’ Pacione |

| Arbitro: | Lombardo (Marsala) |

|                               |           |  |
| Pacione 18’ Elkjær Larsen 78’ | Marcatori |  |

| Arbitro: | Pezzella (Frattamaggiore) |

|             |           |  |
| Lorenzo 67’ | Marcatori |  |

| Verona 13 dicembre 1987, ore 14:30 CET 11ª giornata | Verona           | 0 – 0 referto | Pisa | Stadio Marcantonio Bentegodi (19 217 spett.)\| Arbitro: \| Baldas (Trieste) \| |
| Arbitro:                                            | Baldas (Trieste) |               |      |                                                                                |

| Arbitro: | Pairetto (Torino) |

|                                          |           |                  |
| Bagni 14’ Giordano 29’, 89’ Maradona 54’ | Marcatori | 35’ (aut.) Bagni |

| Arbitro: | Cornieti (Forlì) |

|                   |           |  |
| Elkjær Larsen 72’ | Marcatori |  |

| Arbitro: | Lanese (Messina) |

|                   |           |                |
| Notaristefano 63’ | Marcatori | 86’ G. Iachini |

| Arbitro: | Paparesta (Bari) |

|  |           |            |
|  | Marcatori | 71’ Boniek |

#### Girone di ritorno
| Arbitro: | Magni (Bergamo) |

|             |           |  |
| Pacione 23’ | Marcatori |  |

| Arbitro: | Casarin (Milano) |

|                  |           |  |
| P. Benedetti 64’ | Marcatori |  |

| Arbitro: | Pezzella (Frattamaggiore) |

|                                        |           |            |
| Pacione 51’ Volpecina 76’ Berthold 86’ | Marcatori | 31’ Vialli |

| Torino 14 febbraio 1988, ore 15:00 CET 19ª giornata | Juventus        | 0 – 0 referto | Verona | Stadio Comunale (24 133 spett.)\| Arbitro: \| Magni (Bergamo) \| |
| Arbitro:                                            | Magni (Bergamo) |               |        |                                                                  |

| Arbitro: | Lo Bello (Siracusa) |

|                 |           |           |
| S. Fontolan 81’ | Marcatori | 76’ Scifo |

| Milano 6 marzo 1988, ore 15:00 CET 21ª giornata | Milan              | 0 – 0 referto | Verona | Stadio Giuseppe Meazza (71 708 spett.)\| Arbitro: \| Lombardo (Marsala) \| |
| Arbitro:                                        | Lombardo (Marsala) |               |        |                                                                            |

| Arbitro: | D'Elia (Salerno) |

|                           |           |                        |
| Volpecina 33’ Pacione 61’ | Marcatori | 79’ (rig.) Giovannelli |

| Arbitro: | Magni (Bergamo) |

|  |           |                     |
|  | Marcatori | 8’ Rossi 47’ Gritti |

| Arbitro: | Luci (Firenze) |

|                                         |           |  |
| Gasperini 30’ (rig.), 58’ Slišković 37’ | Marcatori |  |

| Arbitro: | Amendolia (Messina) |

|  |           |                |
|  | Marcatori | 34’ Rizzitelli |

| Pisa 17 aprile 1988, ore 15:30 CEST 26ª giornata | Pisa             | 0 – 0 referto | Verona | Stadio Arena Garibaldi (13 333 spett.)\| Arbitro: \| Paparesta (Bari) \| |
| Arbitro:                                         | Paparesta (Bari) |               |        |                                                                          |

| Arbitro: | Magni (Bergamo) |

|           |           |              |
| Galia 65’ | Marcatori | 25’ Maradona |

| Arbitro: | Fabricatore (Roma) |

|                       |           |  |
| Incocciati 88’ (rig.) | Marcatori |  |

| Arbitro: | Lombardo (Marsala) |

|  |           |            |
|  | Marcatori | 43’ Giunta |

| Arbitro: | Nicchi (Arezzo) |

|                |           |  |
| Manfredonia 8’ | Marcatori |  |

### Coppa Italia

#### Primo turno
| Arbitro: | Tarallo (Como) |

|  |           |                 |
|  | Marcatori | 35’ S. Fontolan |

| Arbitro: | Novi (Pisa) |

|                            |           |                  |
| Pacione 15’ Di Gennaro 74’ | Marcatori | 87’ S. Schillaci |

| Arbitro: | Paparesta (Bari) |

|                                  |           |           |
| Pecci 42’ Poli 54’ Stringara 78’ | Marcatori | 58’ Galia |

| Arbitro: | Casarin (Milano) |

|                                                          |                      |                                                                    |
| Ceramicola 49’ S. Fontolan 56’ (aut.) Lorenzo 71’        | Marcatori            | 53’ Di Gennaro 55’ Galia 78’ G. Iachini                            |
| Traini Jozić Lorenzo Bianchi Di Bartolomei Cuttone Leoni | Tiri di rigore 4 – 5 | Elkjær Larsen Di Gennaro Berthold Galia Bruni G. Iachini Gasparini |

| Arbitro: | Esposito (Torre del Greco) |

|                                                               |           |                  |
| G. Iachini 7’ Gasparini 9’ Berthold 48’ Pacione 65’ Galia 85’ | Marcatori | 37’ Maestripieri |

#### Fase finale
| Arbitro: | Luci (Firenze) |

|                   |           |  |
| Elkjær Larsen 62’ | Marcatori |  |

| Arbitro: | Longhi (Roma) |

|                                     |                      |                                |
| Benedetti 5’                        | Marcatori            |                                |
| Cravero Polster Bresciani Benedetti | Tiri di rigore 3 – 1 | Verza Galia Volpecina Berthold |

### Coppa UEFA
| Arbitro: | Karlsson |

|             |           |                  |
| Leśniak 58’ | Marcatori | 9’ Elkjær Larsen |

| Arbitro: | Veiga Trigo |

|                                                     |           |                 |
| Elkjær Larsen 33’, 40’ (rig.) Di Gennaro 43’ (rig.) | Marcatori | 81’ Hawrylewicz |

| Arbitro: | Igna |

|                |           |              |
| Van Ginkel 45’ | Marcatori | 43’ Berthold |

| Arbitro: | Neuner |

|                                   |           |             |
| Di Gennaro 69’ Verrips 89’ (aut.) | Marcatori | 74’ de Kock |

| Arbitro: | Sandoz |

|                                                   |           |           |
| Fontolan 25’ Pacione 29’ Elkjær Larsen 82’ (rig.) | Marcatori | 63’ Coraș |

| Arbitro: | Ponnet |

|  |           |                   |
|  | Marcatori | 67’ Elkjær Larsen |

| Arbitro: | Valentine |

|  |           |              |
|  | Marcatori | 48’ Neubarth |

| Arbitro: | Keizer |

|           |           |               |
| Sauer 31’ | Marcatori | 54’ Volpecina |

## Statistiche

### Statistiche di squadra
| Competizione | Punti | In casa | In casa | In casa | In casa | In casa | In casa | In trasferta | In trasferta | In trasferta | In trasferta | In trasferta | In trasferta | Totale | Totale | Totale | Totale | Totale | Totale | D.R. |
| Competizione | Punti | G       | V       | N       | P       | Gf      | Gs      | G            | V            | N            | P            | Gf           | Gs           | G      | V      | N      | P      | Gf     | Gs     | D.R. |
| ------------ | ----- | ------- | ------- | ------- | ------- | ------- | ------- | ------------ | ------------ | ------------ | ------------ | ------------ | ------------ | ------ | ------ | ------ | ------ | ------ | ------ | ---- |
| Serie A      | 25    | 15      | 7       | 3       | 5       | 17      | 12      | 15           | 0            | 8            | 7            | 6            | 18           | 30     | 7      | 11     | 12     | 23     | 30     | -7   |
| Coppa Italia | -     | 3       | 3       | 0       | 0       | 8       | 2       | 4            | 1            | 1            | 2            | 5            | 7            | 7      | 4      | 1      | 2      | 13     | 9      | +4   |
| Coppa UEFA   | -     | 4       | 3       | 0       | 1       | 8       | 4       | 4            | 1            | 3            | 0            | 4            | 3            | 8      | 4      | 3      | 1      | 12     | 7      | +5   |
| Totale       | 25    | 22      | 13      | 3       | 6       | 33      | 18      | 23           | 2            | 12           | 9            | 15           | 28           | 45     | 15     | 15     | 15     | 48     | 46     | +2   |

### Andamento in campionato
| Giornata  | 1  | 2 | 3 | 4 | 5 | 6 | 7 | 8 | 9 | 10 | 11 | 12 | 13 | 14 | 15 | 16 | 17 | 18 | 19 | 20 | 21 | 22 | 23 | 24 | 25 | 26 | 27 | 28 | 29 | 30 |
| --------- | -- | - | - | - | - | - | - | - | - | -- | -- | -- | -- | -- | -- | -- | -- | -- | -- | -- | -- | -- | -- | -- | -- | -- | -- | -- | -- | -- |
| Luogo     | T  | C | T | C | T | C | T | T | C | T  | C  | T  | C  | T  | C  | C  | T  | C  | T  | C  | T  | C  | C  | T  | C  | T  | C  | T  | C  | T  |
| Risultato | N  | V | P | V | N | P | N | N | V | P  | N  | P  | V  | N  | P  | V  | P  | V  | N  | N  | N  | V  | P  | P  | P  | N  | N  | P  | P  | P  |
| Posizione | 10 | 3 | 9 | 7 | 7 | 9 | 8 | 8 | 7 | 7  | 7  | 8  | 6  | 6  | 9  | 7  | 8  | 7  | 7  | 7  | 6  | 6  | 8  | 8  | 8  | 8  | 8  | 8  | 9  | 10 |

Legenda:

Luogo: C = Casa; T = Trasferta. Risultato: V = Vittoria; N = Pareggio; P = Sconfitta.

### Statistiche dei giocatori
Sono in corsivo i calciatori che hanno lasciato la società a stagione in corso.
| Giocatore        | Serie A  | Serie A | Serie A     | Serie A    | Coppa Italia | Coppa Italia | Coppa Italia | Coppa Italia | Coppa UEFA | Coppa UEFA | Coppa UEFA  | Coppa UEFA | Totale   | Totale | Totale      | Totale     |
| Giocatore        | Presenze | Reti    | Ammonizioni | Espulsioni | Presenze     | Reti         | Ammonizioni  | Espulsioni   | Presenze   | Reti       | Ammonizioni | Espulsioni | Presenze | Reti   | Ammonizioni | Espulsioni |
| ---------------- | -------- | ------- | ----------- | ---------- | ------------ | ------------ | ------------ | ------------ | ---------- | ---------- | ----------- | ---------- | -------- | ------ | ----------- | ---------- |
| T. Berthold      | 27       | 1       | 2           | 0          | 7            | 1            | ?            | ?            | 7          | 1          | 2           | 0          | 41       | 3      | 4+          | 0+         |
| D. Bonetti       | 19       | 1       | 7           | 1          | 1            | 0            | ?            | ?            | 2          | 0          | 2           | 0          | 22       | 1      | 9+          | 1+         |
| L. Bruni         | 2        | 0       | 1           | 0          | 5            | 0            | ?            | ?            | 1          | 0          | 0           | 0          | 8        | 0      | 1+          | 0+         |
| F. Calamita      | 1        | 0       | 0           | 0          | 0            | 0            | ?            | ?            | 0          | 0          | 0           | 0          | 1        | 0      | 0+          | 0+         |
| F. Centofanti    | 1        | 0       | 0           | 0          | -            | -            | -            | -            | 1          | 0          | 0           | 0          | 2        | 0      | 0           | 0          |
| R. Copparoni     | 1        | -3      | 0           | 0          | 1            | -1           | ?            | ?            | 0          | 0          | 0           | 0          | 2        | -4     | 0+          | 0+         |
| A. Di Gennaro    | 20       | 1       | 1           | 2          | 6            | 2            | 1+           | 0+           | 8          | 2          | 1           | 0          | 34       | 5      | 3+          | 2+         |
| P. Elkjær Larsen | 25       | 7       | 9           | 0          | 7            | 1            | 1+           | 0+           | 7          | 5          | 0           | 0          | 39       | 13     | 10+         | 0+         |
| C. Ferrari       | 0        | 0       | 0           | 0          | -            | -            | -            | -            | -          | -          | -           | -          | 0        | 0      | 0           | 0          |
| M. Ferroni       | 1        | 0       | 0           | 0          | -            | -            | -            | -            | -          | -          | -           | -          | 1        | 0      | 0           | 0          |
| S. Fontolan      | 29       | 1       | 2           | 1          | 7            | 1            | ?            | ?            | 7          | 1          | 0           | 0          | 43       | 3      | 2+          | 1+         |
| R. Galia         | 28       | 2       | 2           | 1          | 6            | 3            | 1+           | 0+           | 8          | 0          | 2           | 0          | 42       | 5      | 5+          | 1+         |
| F. Gasparini     | 8        | 0       | 0           | 1          | 6            | 1            | ?            | ?            | 1          | 0          | 0           | 0          | 15       | 1      | 0+          | 1+         |
| G. Giuliani      | 29       | -27     | 4           | 0          | 6            | -8           | ?            | ?            | 8          | -7         | 0           | 0          | 43       | -42    | 4+          | 0+         |
| G. Iachini       | 17       | 1       | 4           | 0          | 5            | 2            | 1+           | 0+           | 5          | 0          | 1           | 0          | 27       | 3      | 6+          | 0+         |
| C. Micheloni     | 0        | 0       | 0           | 0          | -            | -            | -            | -            | -          | -          | -           | -          | 0        | 0      | 0           | 0          |
| M. Pacione       | 29       | 6       | 2           | 1          | 5            | 2            | ?            | ?            | 8          | 1          | 1           | 0          | 42       | 9      | 3+          | 1+         |
| S. Pioli         | 10       | 0       | 1           | 0          | 3            | 0            | ?            | ?            | 1          | 0          | 1           | 0          | 14       | 0      | 2+          | 0+         |
| L. Sacchetti     | 10       | 0       | 0           | 0          | 6            | 0            | ?            | ?            | 7          | 0          | 1           | 0          | 23       | 0      | 1+          | 0+         |
| R. Soldà         | 29       | 0       | 4           | 0          | 5            | 0            | ?            | ?            | 4          | 0          | 0           | 1          | 38       | 0      | 4+          | 1+         |
| A. Terracciano   | 11       | 0       | 1           | 0          | 1            | 0            | ?            | ?            | 1          | 0          | 1           | 0          | 13       | 0      | 2+          | 0+         |
| W. Ugolini       | 1        | 0       | 0           | 0          | -            | -            | -            | -            | -          | -          | -           | -          | 1        | 0      | 0           | 0          |
| V. Verza         | 21       | 0       | 6           | 0          | 4            | 0            | ?            | ?            | 7          | 0          | 3           | 0          | 32       | 0      | 9+          | 0+         |
| R. Vivarelli     | 0        | 0       | 0           | 0          | 0            | 0            | ?            | ?            | -          | -          | -           | -          | 0        | 0      | 0+          | 0+         |
| D. Volpati       | 19       | 0       | 2           | 0          | 6            | 0            | ?            | ?            | 8          | 0          | 0           | 0          | 33       | 0      | 2+          | 0+         |
| G. Volpecina     | 25       | 2       | 1           | 0          | 4            | 0            | ?            | ?            | 7          | 1          | 1           | 0          | 36       | 3      | 2+          | 0+         |
| M. Zandonà       | 0        | 0       | 0           | 0          | -            | -            | -            | -            | 0          | 0          | 0           | 0          | 0        | 0      | 0           | 0          |